# Onze-Lieve-Vrouw-Onbevlekt-Ontvangenkerk (Hulst)

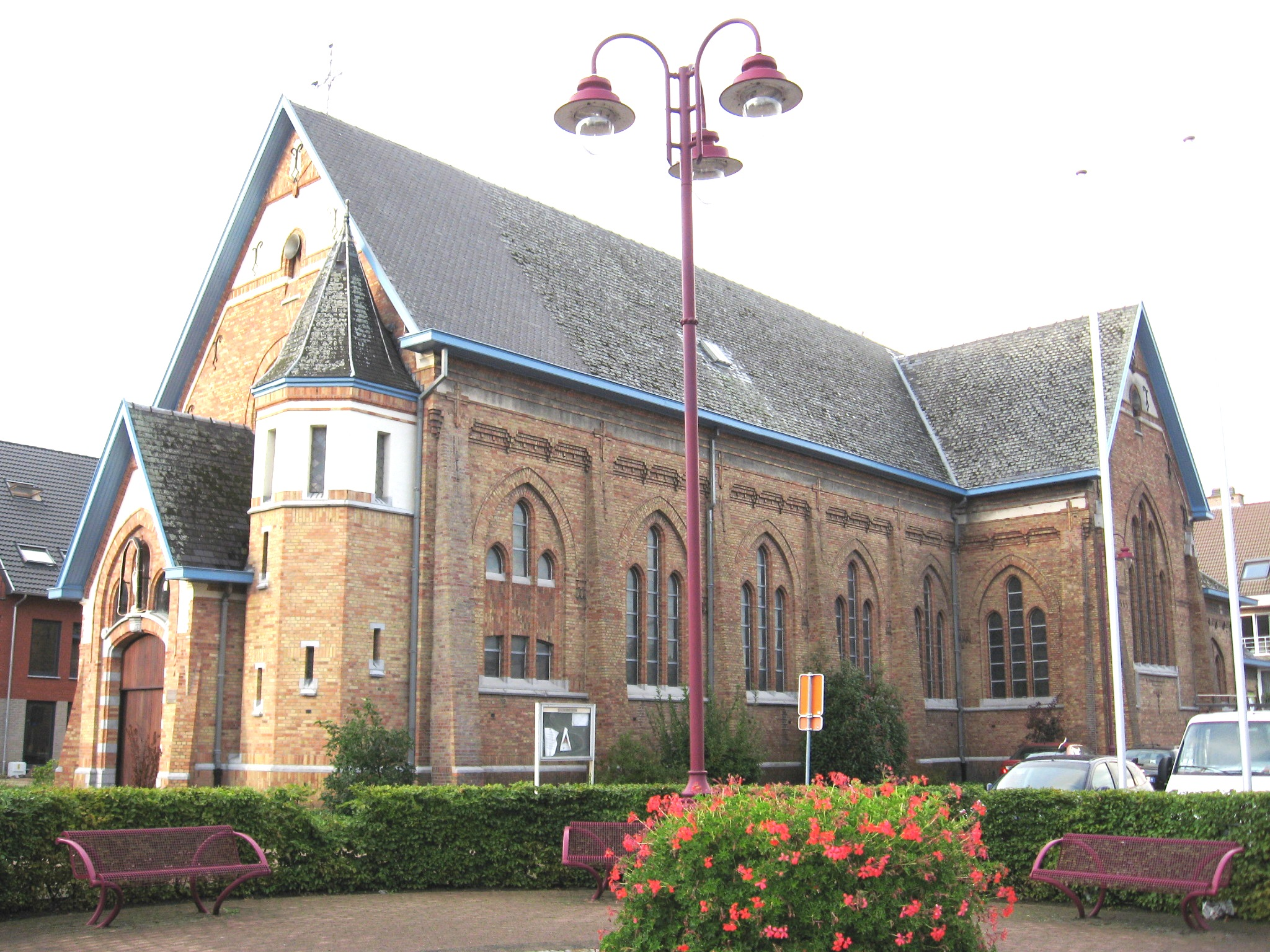
Onze-Lieve-Vrouw-Onbevlekt-Ontvangenkerk

De Onze-Lieve-Vrouw-Onbevlekt-Ontvangenkerk is de parochiekerk van Hulst, een dorp ten oosten van Tessenderlo. De kerk is gelegen aan de Hulsterweg.

## Geschiedenis en architectuur
In 1908 werd te Hulst een noodkerk gebouwd, waarin de wekelijkse mis werd opgedragen vanuit Tessenderlo. In 1911 werd de kapelanij Hulst tot parochie verheven. De eigen kerk werd in 1928 voltooid, maar werd pas in 1938 plechtig ingewijd. Architect was Joseph Deré. Het is een modern gotische bakstenen kerk. Aanvankelijk had de kerk een toren, maar deze werd in 1956 afgebroken, zodat nog een laag traptorentje naast de ingang resteert.